# Ciudad-comunidad de la República Popular China
Una Ciudad-comunidad ,Ciudad-comunal o sólo comunidad, también llamada Comuna, una forma referente para el mundo occidental (en chino, 社区; pinyin, Shèqū; literalmente, ‘área social/socialista’) es una ciudad pequeña o parte de una ciudad que se compone principalmente por domicilio residentes, eso excluye a zonas donde hay empresas comerciales, instalaciones industriales y de negocios. Comunidad deriva del latín, y se utiliza para estrechar la relación y las cosas comunes.
Las Comunidades ayudan a apoyar a las zonas comerciales e industriales con consumidores y trabajadores, este fenómeno se debe probablemente a que algunas personas prefieren no vivir en una zona urbana o industrial, sino más bien un entorno suburbano o rural tranquilo y libre de contaminación. Por esta razón, también se les llama ciudad dormitorio o zonas suburbanas.
Un ejemplo de una comunidad incluye un pequeño pueblo o ciudad situada a varios kilómetros en las afueras de una gran ciudad, un pueblo grande o ciudad situada cerca al comercial.

## Organización
En la China continental, una comunidad (社区), también llamada pequeño distrito (小区) barrio, vecindario  (居民区) o distrito residencial (居住区), es una zona residencial y los comercios son sólo de necesidad primaria.
En general, las áreas urbanas se organizan en comités de barrio (居民委员会) y/o junta vecinal (居委会), mientras que las zonas rurales se organizan en comités de aldea (村民 委员会) o grupos de aldeanos (村民 小组). Esta subdivisión no es una agencia gubernamental. El director, el subdirector y los miembros del comité de residentes de la comunidad son elegidos directa o indirectamente por los residentes.
La mayor parte de la región fuera de Shanghái, se unieron bajo una "comunidad"  en Zhoushan en 2005 , un pueblo de pescadores en las zonas rurales de la ciudad crearon varias comunidades. otras ciudades como Zhucheng, Shandong también tiene estas comunidades.
En Taiwán también existe este tipo de unión en la ciudad de Taichung y los condados de Nantou y Yilan.